# Hradešínka
Hradešínka, též Hradešínský potok, je malý potok ve Středočeském kraji, levostranný přítok potoka Bušince, který je levým přítokem říčky Šembery. Délka toku činí 4 km.

## Průběh toku
Hradešínka pramení na Hradešíně. Teče nejdříve východním směrem, pak zahne doleva a míří k severu. Protéká kolem samoty Nyklov, u které opouští Hradešínský les. Pak teče mezi poli do Mrzek, kde se vlévá do Bušince.

### Větší přítoky
Všechny přítoky Hradešínky jsou malé a bezejmenné.

### Rybníky
- Kbelka – Rybník pod Hradešínem obklopený Hradešínským lesem

## Vodní režim
Průměrný průtok Hradešínky činí 0,03 m³/s.